# Station Versigny
Station Versigny is een spoorwegstation in de Franse gemeente Versigny.